# Kirche Wargen

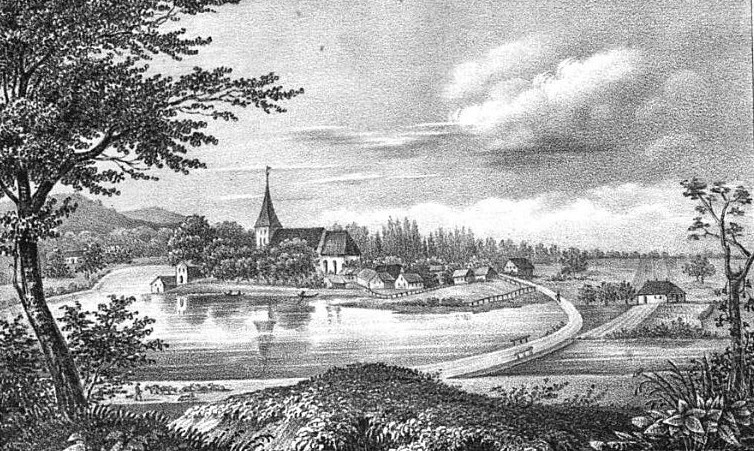
Ansicht von Wargen und der Dorfkirche um etwa 1842. Vor der Landzunge mit dem Dorf der Kirchteich.

Die Kirche in Wargen wurde in der Mitte des 14. Jahrhunderts errichtet und war eine der stattlichsten Landkirchen des Samlandes in Ostpreußen. Von der Reformation bis 1945 war sie ein evangelisches Gotteshaus, von dem heute – nahe der Siedlung Kotelnikowo in der russischen Oblast Kaliningrad (Gebiet Königsberg (Preußen)) – nur noch ein Hügel von Fundamentresten und Schutt erkennbar ist.

## Geographische Lage
Das einstige ostpreußische Dorf Wargen mit seiner imposanten Pfarrkirche lag auf einer Landzunge, die in den Kirchenteich (heute russ. Schkolny Prud) hineinragt. Die Entfernung zur heutigen Siedlung Kotelnikowo beträgt nur wenige hundert Meter in südwestlicher Richtung. Kotelnikowo ist auf einem Landweg zu erreichen, der von der Nebenstraße von Kaliningrad (Königsberg) nach Ljublino (Seerappen) in nördlicher Richtung abzweigt und bis nach Druschnoje (Mednicken) führt. Druschnoje ist die nächste Bahnstation an der Bahnstrecke Kaliningrad–Swetlogorsk (Königsberg–Rauschen), der einstigen Samlandbahn.

## Kirchengebäude

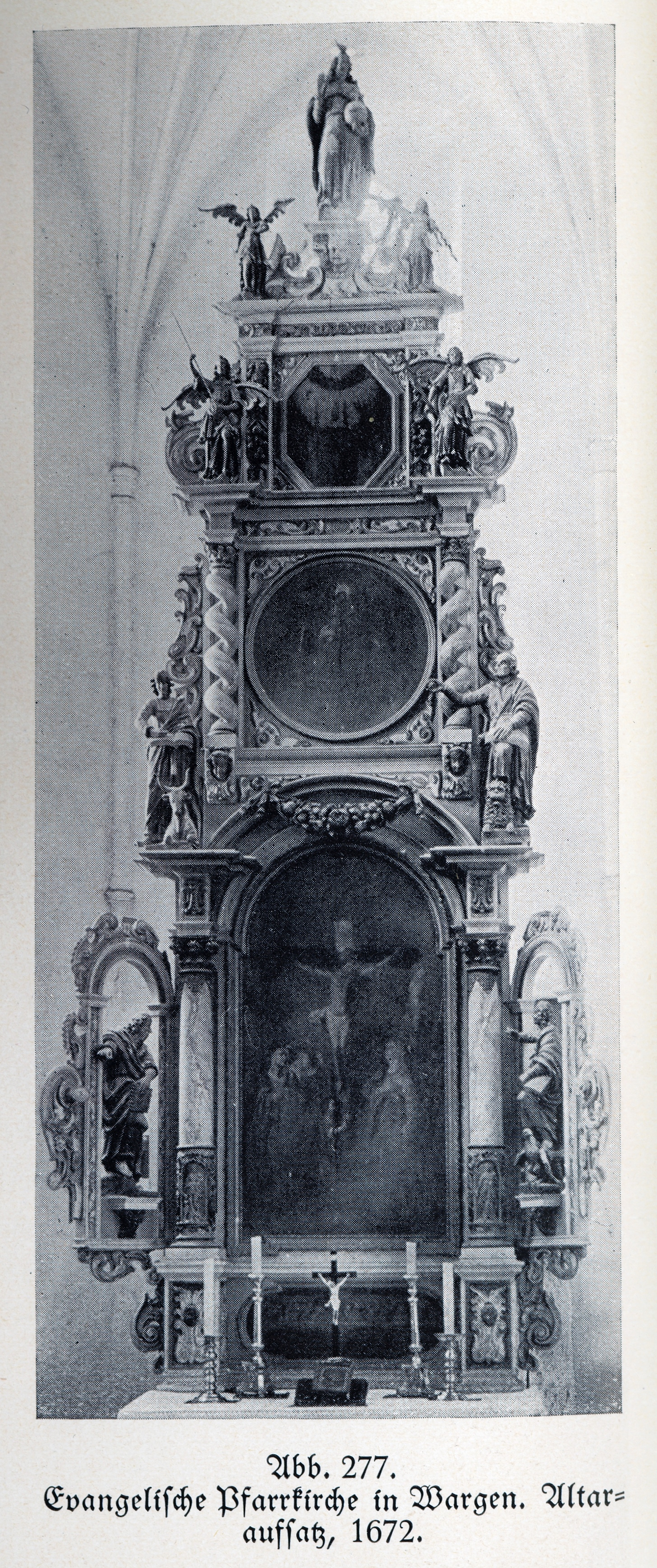
Altaraufsatz

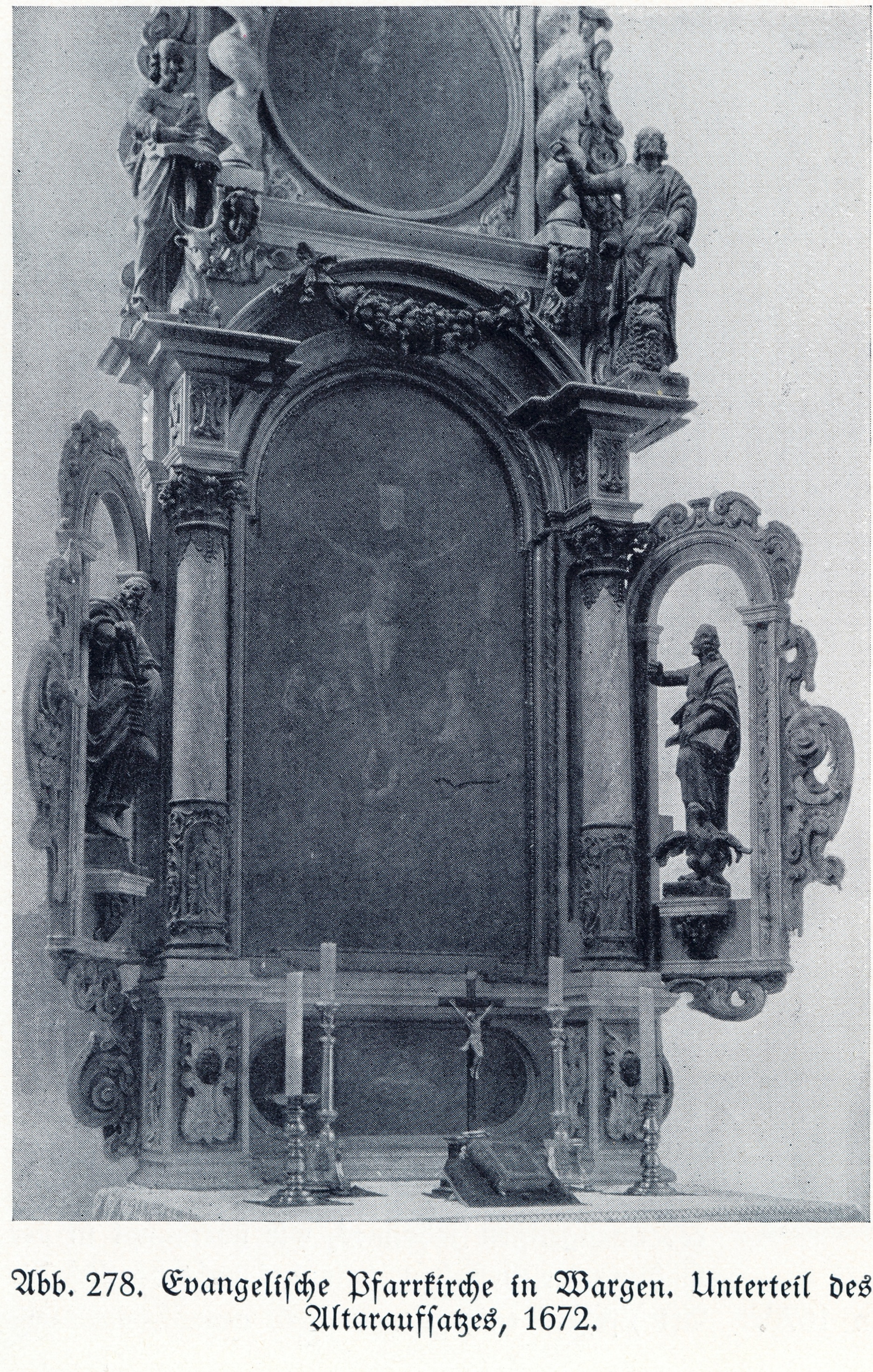
Altaraufsatz, Unterteil

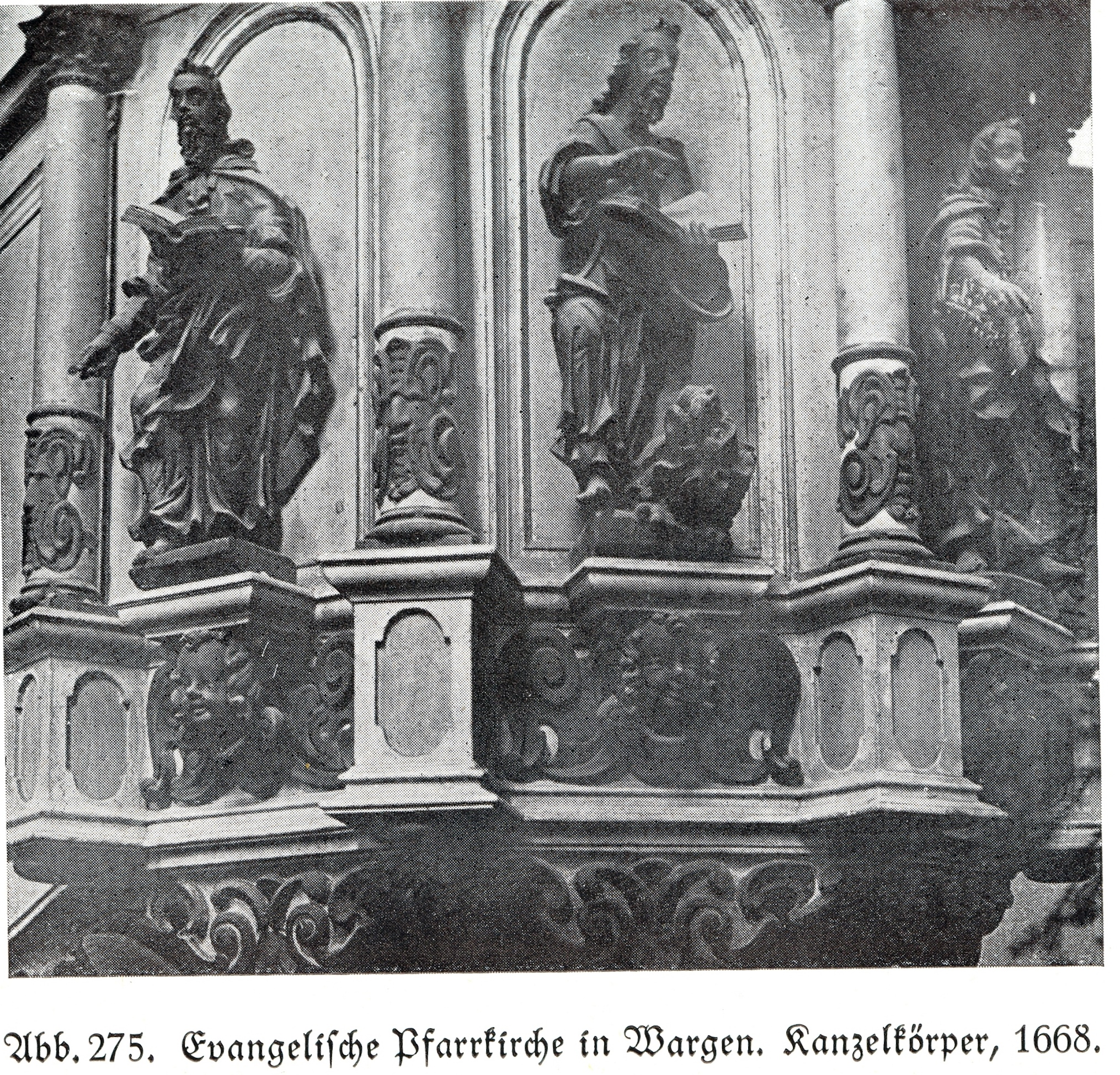
Kanzelkörper

St. Michael, unterhalb der Kanzel

Bei der Kirche in Wargen handelte es sich um einen klar gegliederten verputzten Backsteinbau mit polygonalem Chorabschluss und einem Turm aus der Mitte des 14. Jahrhunderts. Teile des Gebäudes – der Chor und die Sakristei – sollen aus einer alten Burgkapelle hervorgegangen sein, ebenso könnten abgerissene Burgteile als Materialien für den Kirchenbau aufgegangen sein.
Der Kirchenraum wirkte auffallend langgestreckt. Dieser Eindruck wurde durch die Höhe der Wände sowie die schmalen hohen Fenster noch verstärkt. Emporen wurden erst 1841 eingezogen. Bei Restaurierungsarbeiten konnte man Reste von Wandmalereien freilegen.
Aus der endenden Ordenszeit stammte eine Triumphbogengruppe und eine Figur des Erzengels Michael, die ursprünglich ein Teilstück der Kanzel oder des Altars war.

Ehemalige evangelische Kirche Wargen
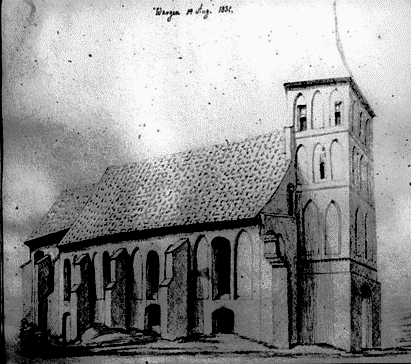
Skizze des Gebäudes
Grundriss der Kirche[4]
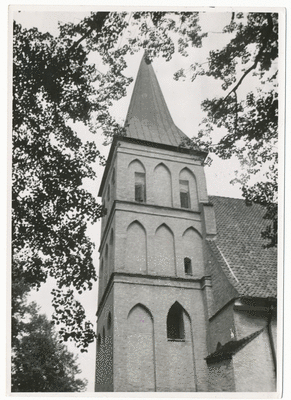
Kirchturm

Laut Anton Ulbrich entstand 1672 der Altaraufsatz ebenso durch den Bildhauer Johannes Pfeffer. Der Altar aus dem Jahre 1672 wurde 1876 restauriert. Sein Hauptbild zeigte die Kreuzigung Jesu.
Anton Ulbrich zufolge stammte die Kanzel aus dem Jahre 1668 und soll ebenso wie der Altar in der Werkstatt von Johannes Pfeffer gefertigt worden sein.
Die Taufschale aus dem Jahre 1721 hatte die Form einer Muschel.
Im Jahre 1824 wurde eine Orgel gebaut. Die drei Glocken stammten aus den Jahren 1655, 1780 und 1794. Die letzte Kirchenrestaurierung erfolgte in den Jahren 1933 bis 1937.
Im Chor der Kirche hing eine kupferne Trauerfahne, die dem Andenken des aus Mednicken bei Wargen stammenden preußischen Generalmajors Christoph Albrecht von Kanitz gewidmet war und folgende Inschrift trug: „Mein Seel in Gottes Hand, mein Blut dem Vaterland, mein Herz dem Ehgemahl, mein Asch dem Warger Tal.“
Zunächst schien es so, als würde die Kirche den Zweiten Weltkrieg unbeschadet überstehen. Doch in den 1945 stattfindenden Kämpfen wurde das Dorf Wargen und mit ihm die Kirche dem Erdboden gleichgemacht.

## Kirchengemeinde
Bereits in vorreformatorischer Zeit war Wargen ein Kirchdorf und früh hielt die Reformation hier Einzug: im Jahre 1530 kam der zur lutherischen Lehre konvertierte samländische Bischof Georg von Polenz zu einer Visitation nach Wargen. Noch 1823 gehörte Wargen zur Inspektion Schaaken (heute russisch: Schemtschuschnoje), danach bis 1945 zum Kirchenkreis Fischhausen (Primorsk) in der Kirchenprovinz Ostpreußen der Kirche der Altpreußischen Union. Im Jahre 1925 ergab die Volkszählung die Zahl von 5.400 Gemeindegliedern in der Pfarrei Wargen. Sie wurden ab den 1920er Jahren von zwei Geistlichen betreut, von denen einer in Tannenwalde wohnte. Dort in der aufstrebenden Vorstadt-Siedlung wurde 1929 eine eigene Kirche errichtet und der Ort zum 1. April 1930 zu einer selbständigen Kirchengemeinde erklärt die dann zum Kirchenkreis Königsberg-Stadt gehörte, aber mit Wargen pfarramtlich verbunden blieb.
Mit dem Ende des Zweiten Weltkrieges und der Zerstörung des Dorfes ging auch das kirchliche Leben in Wargen zu Ende.
Heute leben in dem nordöstlich gelegenen Ort Kotelnikowo wieder 28 Einwohner. Der Ort liegt jetzt im Einzugsbereich der in den 1990er Jahren neu entstandenen Auferstehungskirchengemeinde in Kaliningrad (Königsberg) in der Propstei Kaliningrad der Evangelisch-lutherischen Kirche Europäisches Russland.

### Kirchspielorte
Zum Kirchspiel der Pfarrkirche in Wargen gehörten vor 1945 fast 50 Ortschaften:
| Deutscher Name                    | Russischer Name |               | Deutscher Name | Russischer Name         |             | Deutscher Name | Russischer Name |
| --------------------------------- | --------------- | ------------- | -------------- | ----------------------- | ----------- | -------------- | --------------- |
| Amalienhof                        |                 |               | Groß Mischen   | Swobodnoje              |             | Rosignaiten    | Otkossowo       |
| Auschlacken                       | Alexejewka      | Katzenblick   |                | Saggehnen               |             |                |                 |
| Backelfeld                        | Kusnezkoje      | Klein Mischen |                | Schorschehnen           | Malinowka   |                |                 |
| *Bärwalde                         | Wessjolowka     | Korniten      | Ljublino       | Seerappen               | Ljublino    |                |                 |
| Barrücken                         |                 | Landkeim      |                | Strittkeim              | Tschkalowsk |                |                 |
| Barsenicken                       |                 | Laserkeim     |                | Tannenkrug              |             |                |                 |
| Brasnicken                        | Woloschino      | Lehndorf      |                | *Tannenwalde (bis 1930) | Tschkalowsk |                |                 |
| Bugsienen                         |                 | *Mednicken    | Druschnoje     | Taukitten               |             |                |                 |
| Dammhof                           |                 | Mühlfeld      |                | Trankwitz               | Sapadnoje   |                |                 |
| Dammkrug                          |                 | Ober Alkehnen | Morosowka      | Trenk                   | Wjasowka    |                |                 |
| *Dommelkeim                       | Pawlinino       | Parschwitz    |                | Waldhausen              | Pereleski   |                |                 |
| *Elchdorf, bis 1906: Pojerstieten | Kulikowo        | Preyl         |                | Unter Alkehnen          | Morosowka   |                |                 |
| Emilienhof                        |                 | Prowehren     | Tschkalowsk    | *Wargen                 | Kotelnikowo |                |                 |
| Fuchsberg                         | Cholmogorowka   | Quanditten    | Sinjawino      | Warglitten              | Bugrowo     |                |                 |
| Gallhöfen                         |                 | Rablacken     |                | *Willgaiten             | Kolossowka  |                |                 |
| *Goldschmiede                     | Dimitrowo       | Regitten      |                | Zielkeim                | Petrowo     |                |                 |
| Greibau                           |                 | Rogehnen      |                |                         |             |                |                 |

Anmerkung: * = Schulorte

### Pfarrer
An der Kirche Wargen amtierten von der Reformation bis 1945 insgesamt 30 Geistliche als evangelische Pfarrer:
| - Franciscus Fritz, 1527–1569 - Barnabas Fritz, 1569–1572 - Peter Jonas, bis 1590. - Adran N., 1587–1590 - Maximilian Mörlin, 1590–1603 - Petrus Mauritius, 1603–1636 - Joachim Glambäck d. Ä., 1627–1630 - Joachim Möller, 1630–1656 - Joachim Glambeck d. J., 1656–1674 - Carl Neubeccius, 1674–1690 - Christoph Weber, 1683–1690 - Andreas Plomann, 1691–1699 - Michael Kunter, 1699–1710 - Zacharias Regius, 1710–1721 - Johann Boguslav Manitius, 1721–1745 | - Johann Heinrich Rohd, 1746–1750 - Georg Daniel Edler, 1751–1756 - Christ. E. Schwiedrowius, 1756–1781 - Erhard Friedrich Manitius, 1779–1793 - Johann Zander, 1793–1814 - August Samuel Gerber, 1814–1821 - Samuel Friedrich Schepke, 1821–1863 - Johann Friedrich Hermann Consbruch, 1859–1860 - Emil Ferdinand L. Braunschmidt, 1861–1866 - Georg Eduard Julius Ulmer, 1863–1885 - Johannes Froelke, 1885–1915 - Georg Max Henkys, 1916–1918 - Paul Kaschade, 1919–1928 - Otto Eichel, 1929–1933 - Max Schmidt, 1933–1945 |